# Bentley 3.5 Litros

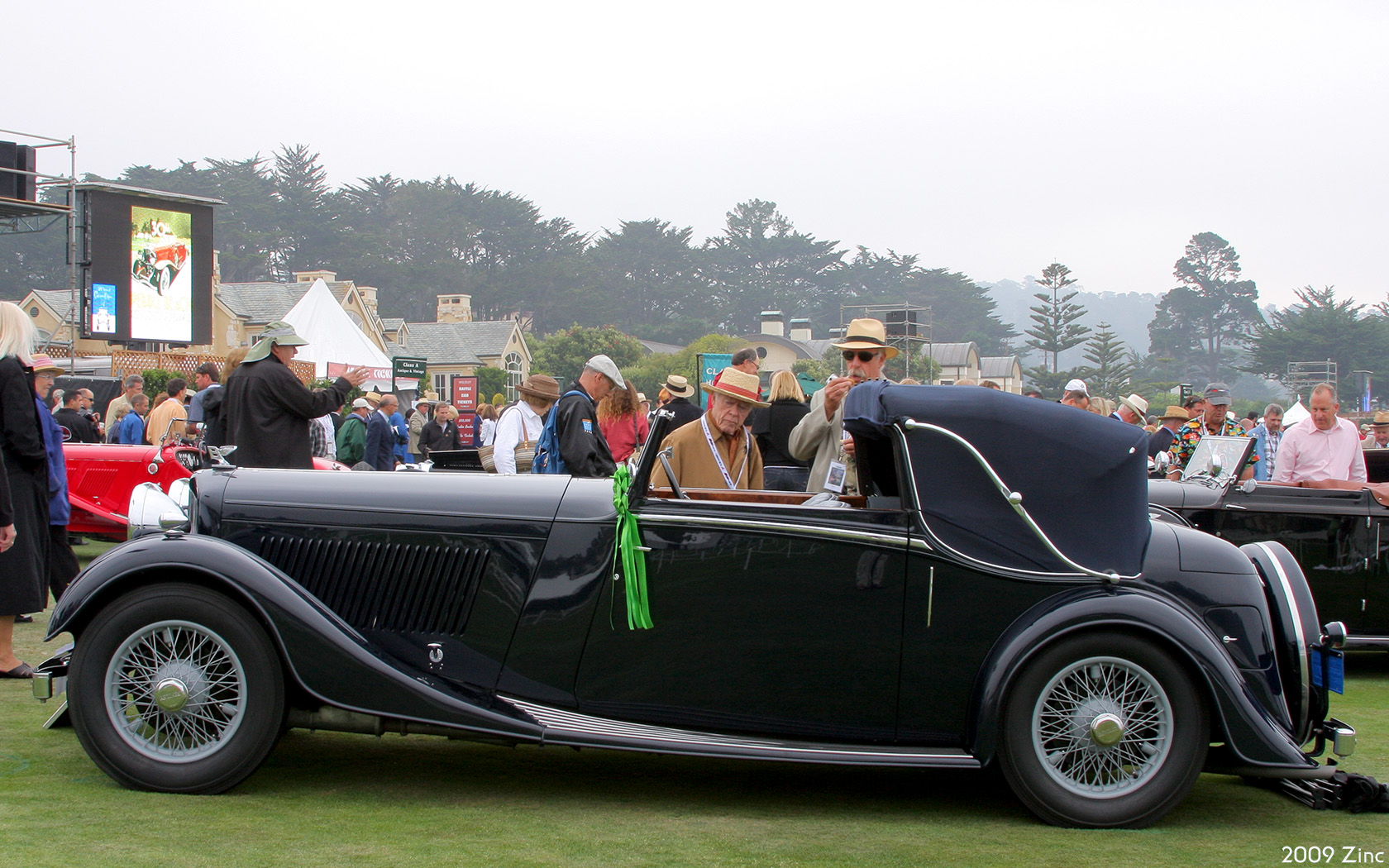
3½ Litre cupé de ville por
Thrupp & Maberly 1934

El Bentley 3.5 Litros (también denominado Bentley 3½ Litre o Bentley 3,5 Litre) (posteriormente ampliado a 4¼ Litre) fue presentado al público en septiembre de 1933, poco después de la muerte de Henry Royce, siendo el primer nuevo modelo de Bentley tras la adquisición de la marca por Rolls-Royce en 1931. Su denominación procede de su motor inicial de aproximadamente 3,5 litros de cilindrada.
Bentley vendía solo el chasis desnudo, listo para ser carrozado por terceros según el gusto del comprador. Sin embargo, muchos distribuidores encargaron carrozar algunos chasis para poder ser exhibidos, que se convirtieron en coches a punto para su venta inmediata.
Los Bentley de esta época eran conocidos como Derby Bentleys porque se construyeron en la fábrica de Rolls-Royce localizada en Derby, Inglaterra. Los vehículos de la época anterior, cuando la marca era independiente, se denominan Cricklewood Bentleys.
Los chasis de las series de la A a la F tenían el motor 3½ Litre; de la G a la L (excluyendo la I) montaban el motor 4¼ Litre, y la serie M utilizaba el motor 4¼ Litre Overdrive. Cada serie constaba de 100 números, alternativamente solo pares o impares. Los números 13 y 113 en cada serie no se utilizaban, pensando en posibles clientes supersticiosos. 

## Mercado
Desde el principio, el coche se diseñó para competir en el mercado por su calidad y elegancia más que por su reputación deportiva, principal objetivo de la compañía Bentley hasta entonces. Los coches retuvieron la famosa forma de radiador biselado basada en los primeros modelos de Bentley, pero en todos los demás aspectos significativos eran claramente Rolls-Royce. A pesar de que decepcionaron a algunos clientes tradicionales, fueron bien recibidos por muchos otros e incluso W.O. Bentley llegó a decir que el modelo "poseía más de Bentley que cualquiera otro automóvil producido bajo este nombre."
El ingeniero de Rolls-Royce a cargo del proyecto de desarrollo, Ernest Hives (posteriormente Lord Hives), subrayó el modus operandi de Rolls-Royce en una notificación dirigida al personal de la compañía: "Nuestra recomendación es que tendríamos que hacer el coche tan bueno como sepamos, y que cobremos por él en consonancia." Mientras que un Ford 7Y nuevo podía ser adquirido por 100 libras, los primeros Bentley 3½ Litre costaban alrededor de 1500 libras, poniéndolo solo al alcance de los consumidores más ricos. A pesar de no ser un coche de un rendimiento especialmente notable, su mezcla única de gracia y elegancia lo hicieron popular entre las élites del periodo de entreguerras, anunciándose bajo el lema "El coche deportivo silencioso". Más del 70% de las unidades construidas entre 1933 y 1939 se conservaban 70 años más tarde. A pesar de que producción de chasis cesó en 1939, todavía se carrozaron bastantes durante 1940. Los últimos automóviles se entregaron en 1941.

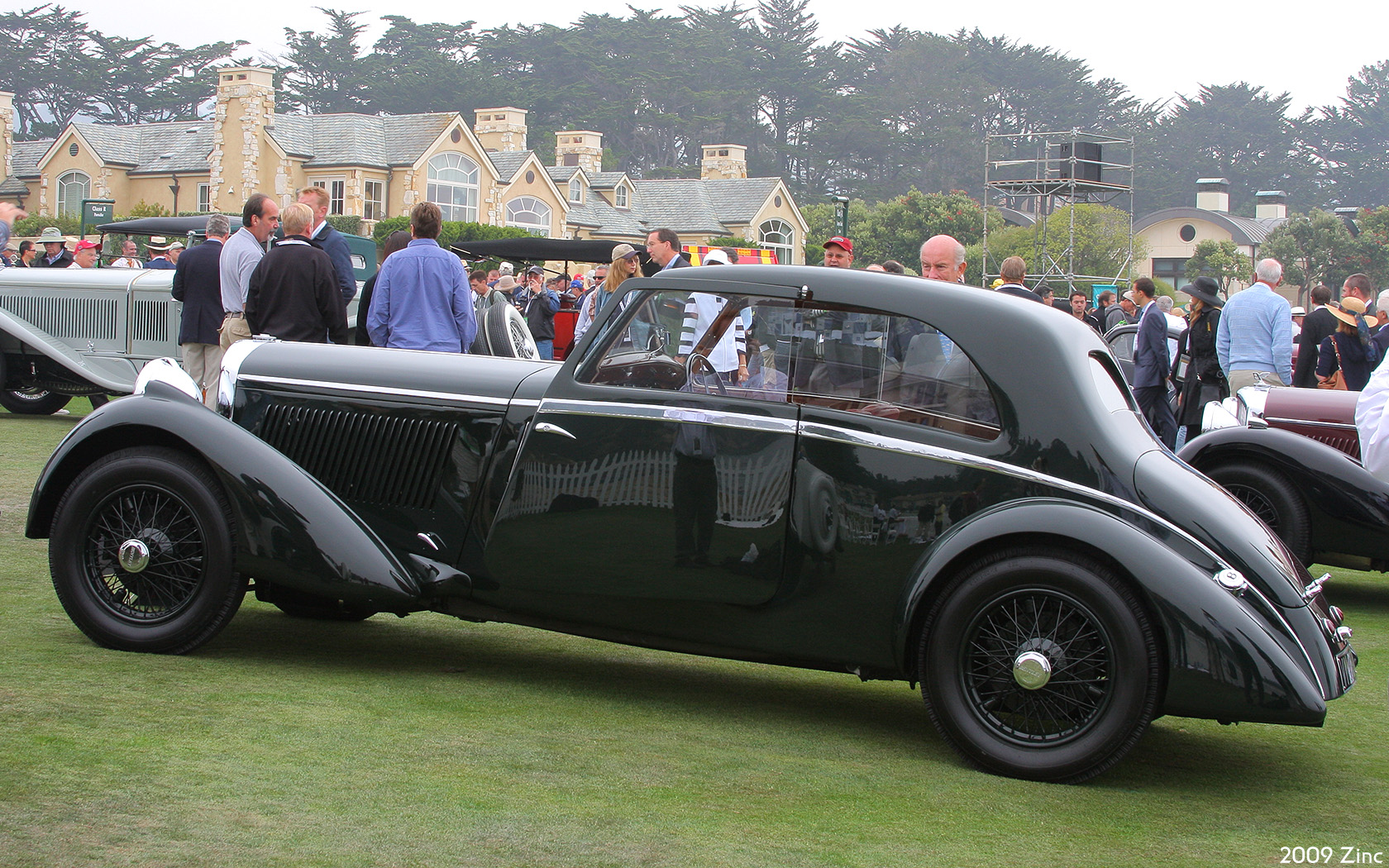
3½ Litre cupé de techo rígido carrozado por Bertelli of Feltham (1935)

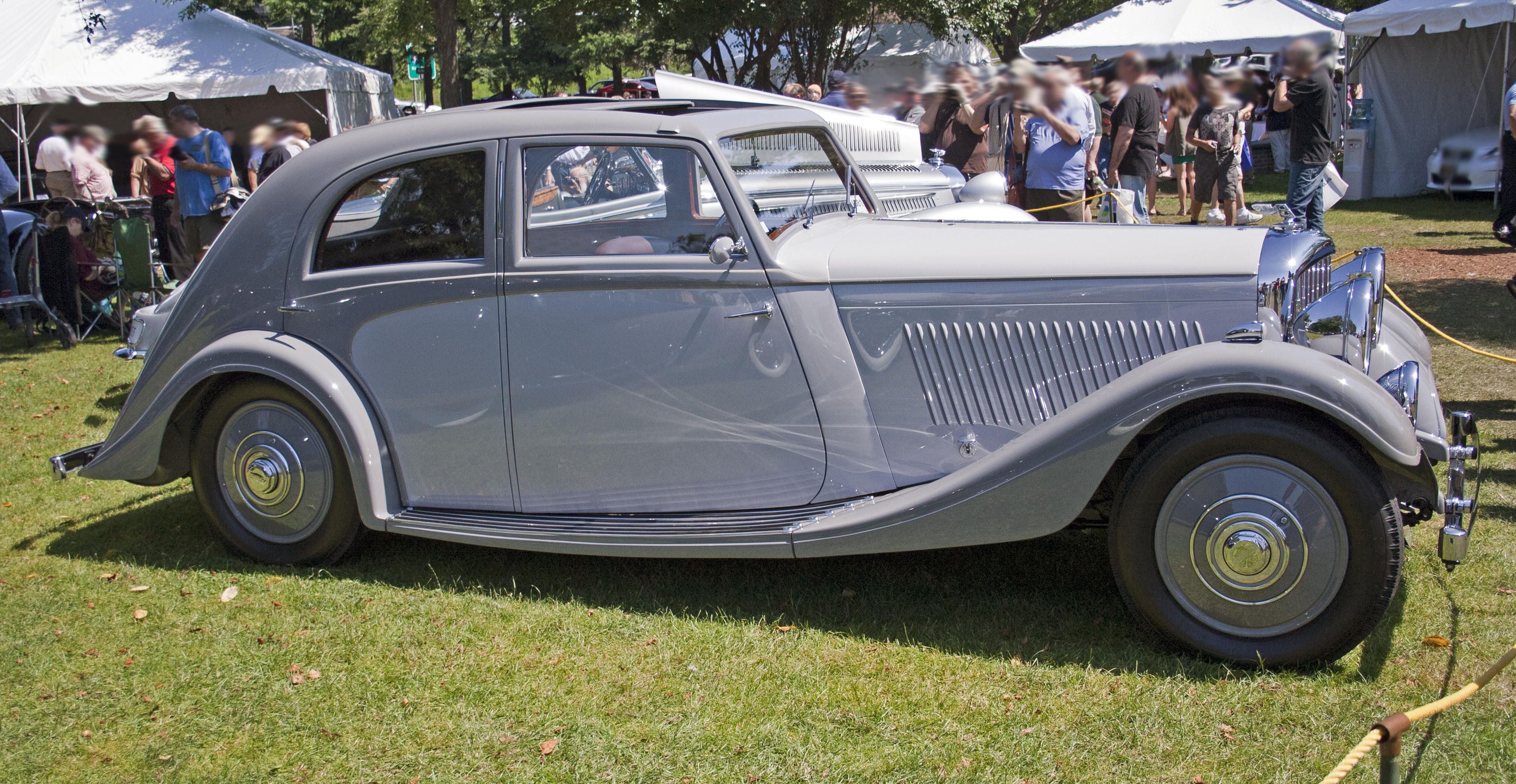
3½ Litre aero sedán deportivo, por Rippon Bros (1935)

## 3½ Litre
Basado en el proyecto "Peregrine", un programa experimental de Rolls-Royce en el que estaba previsto utilizar un motor sobrealimentado de 2¾ litros, el 3½ Litre finalmente fue equipado con un motor más convencional, desarrollado a partir del propulsor de 6 cilindros en línea Rolls-Royce 20/25. La variante del Bentley disponía de una relación de compresión más alta, un árbol de levas de carácter más deportivo y dos carburadores SU sobre una culata con válvulas de flujo opuestas. Su potencia era de aproximadamente 110 hp (82 kW) a 4500 rpm, suficientes para lanzar el automóvil a 145 km/h. El motor cubicaba 3.7 litros (3669 cc) con un diámetro de 82.5 mm y 114.3 mm de carrera.
La transmisión manual era de 4 velocidades (3ª y 4ª sincronizadas), utilizando suspensión independiente en las cuatro ruedas mediante ballestas y frenos mecánicos servo asistidos también en las cuatro ruedas. Todas estas características eran comunes con otros modelos de Rolls-Royce. El chasis estaba fabricado en acero al níquel, diseñado con un doble puente para poder ubicar los ejes manteniendo el perfil del coche bajo. No necesitaba utilizar largueros diagonales rigidizadores, y era muy ligero en comparación con los chasis construidos por sus competidores contemporáneos, pesando 1140 kg cuando estaba listo para ser enviado a los carroceros.
Se construyeron 1177 unidades del 3½ Litre, siendo la mitad de ellos carrozados por Park Ward, y el resto por Barker, Carlton, Freestone & Webb, Gurney Nutting, Hooper, Mann Egerton, Mulliner (tanto Arthur como H J), Rippon, Thrupp & Maberly, James Young, Vanden Plas y Windovers en Inglaterra; Figoni et Falaschi, Kellner, Saoutchik y Vanvooren en París; y en talleres más pequeños de otros lugares del Reino Unido y Europa.
Un 3½ Litre convertible era brevemente presentado como el vehículo personal de James Bond en la película de 1963 Desde Rusia con amor.

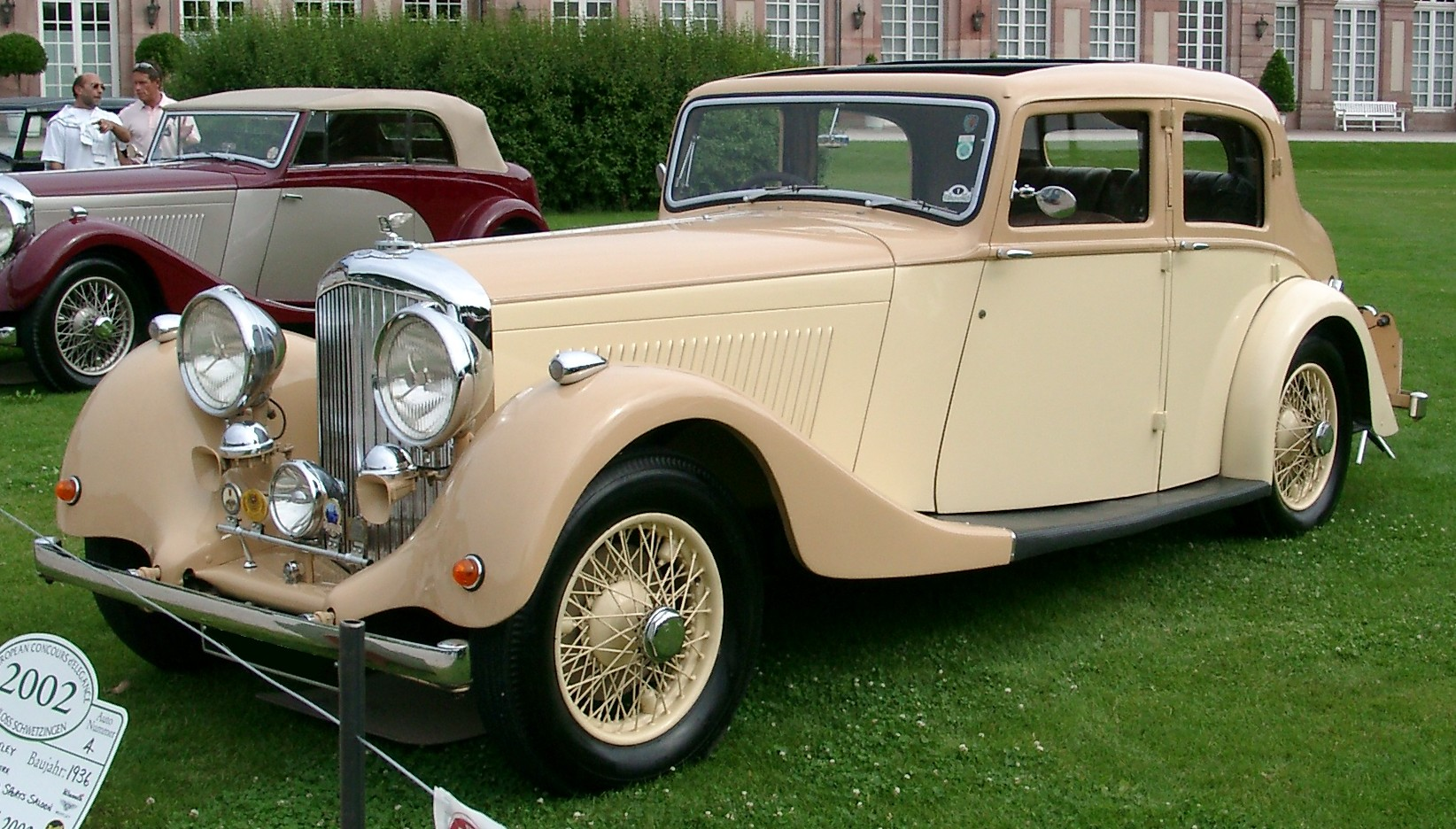
4¼-litro sedán de 4 puertas deportivo de 1936

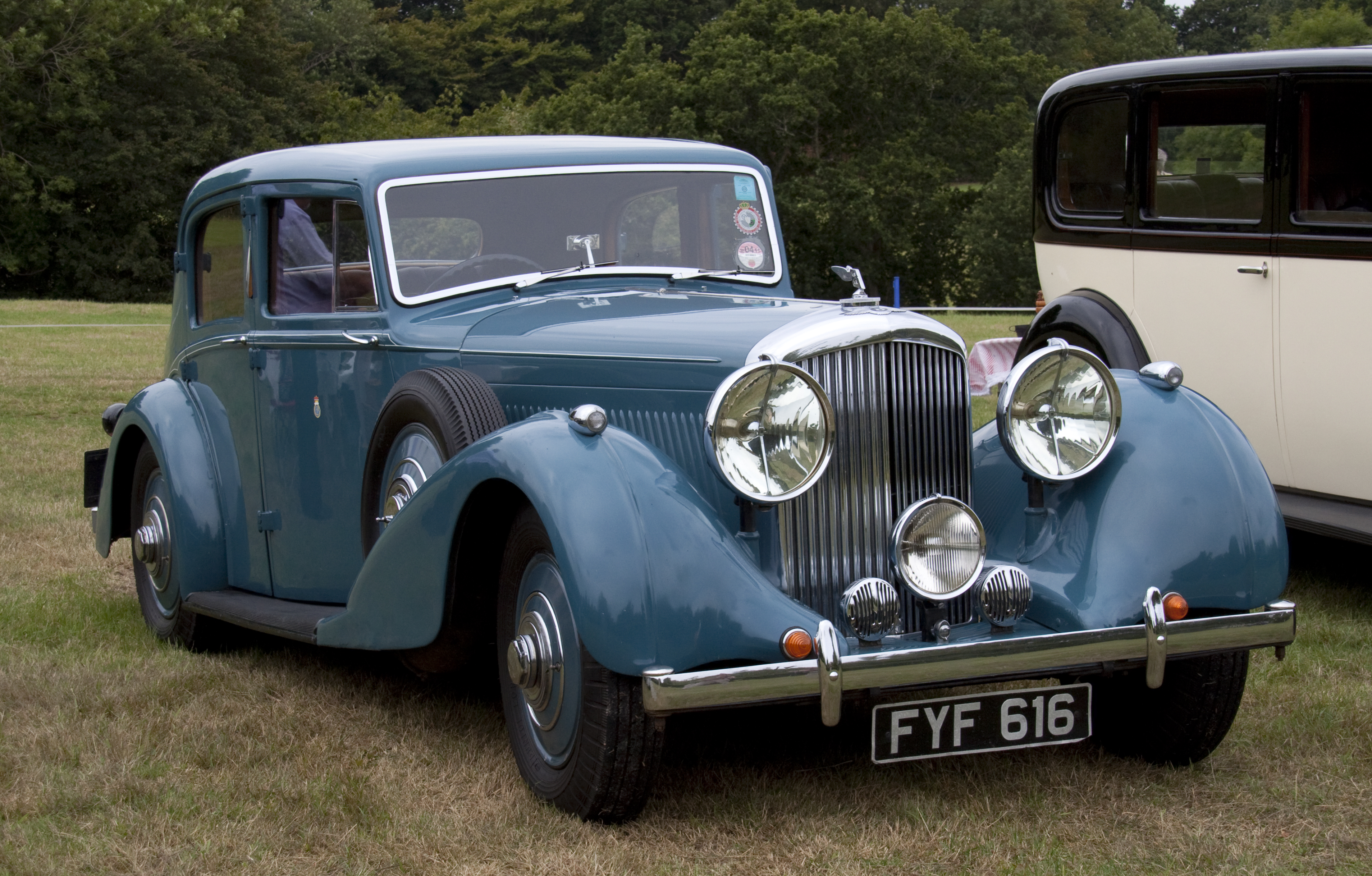
4¼-Litre sedán de 4 puertas deportivo de 1940, carrozado por Park Ward

## 4¼ Litre
A principios de marzo de 1936 se lanzó la versión 4¼ Litre en sustitución del 3½ Litre, para compensar el peso creciente de las carrocerías y mantener la imagen deportiva del coche de cara a una competencia cada vez más dura. El motor fue ampliado, adoptándose en los cilindros un diámetro 88.9 mm para un total de 4.3 litros (4257 cc). En 1938 se presentaron las series MR y MX, equipadas con dirección Marles y una caja de cambios con marcha superdirecta. El modelo se reemplazó en 1939 por el MkV, aunque algunas unidades se terminaron y fueron entregadas durante 1940 y 1941.
Se construyó un total de 1234 unidades del 4¼ Litre, siendo Park Ward su carrocero más habitual. Muchos de estos coches fueron carrozados en acero, menos caro que la combinación de aluminio y madera de arce anteriormente utilizada.
Un 4¼ Litre descapotable también figura como el coche de James Bond en la película de 1983 Nunca digas nunca jamás.

## Propietarios famosos
Woolf Barnato, piloto automovilístico y expresidente de Bentley (B121AE, B2DG, B6GA, B121GP); Birabongse Bhanudej, piloto y marino olímpico (B29GP); Malcolm Campbell, poseedor de nueve récords de velocidad en tierra (B141AE, B206GA, B22GA); Billy Cotton, director de orquesta y presentador (B125DG); George Eyston, piloto con tres récords de velocidad (B24DG, B82GA); E.R. Hall, piloto de carreras y deportista olímpico de invierno (B35AE, B106GA, B216GA); Raymond Mays, piloto automovilístico (B125DG, B24GA, B144LS); Robert Montgomery, actor (B63DK); Ernest Oppenheimer, empresario minero, financiero y filántropo (B130BL); y Bernard Rubin, piloto de carreras (B109CW).

## Competición automovilística

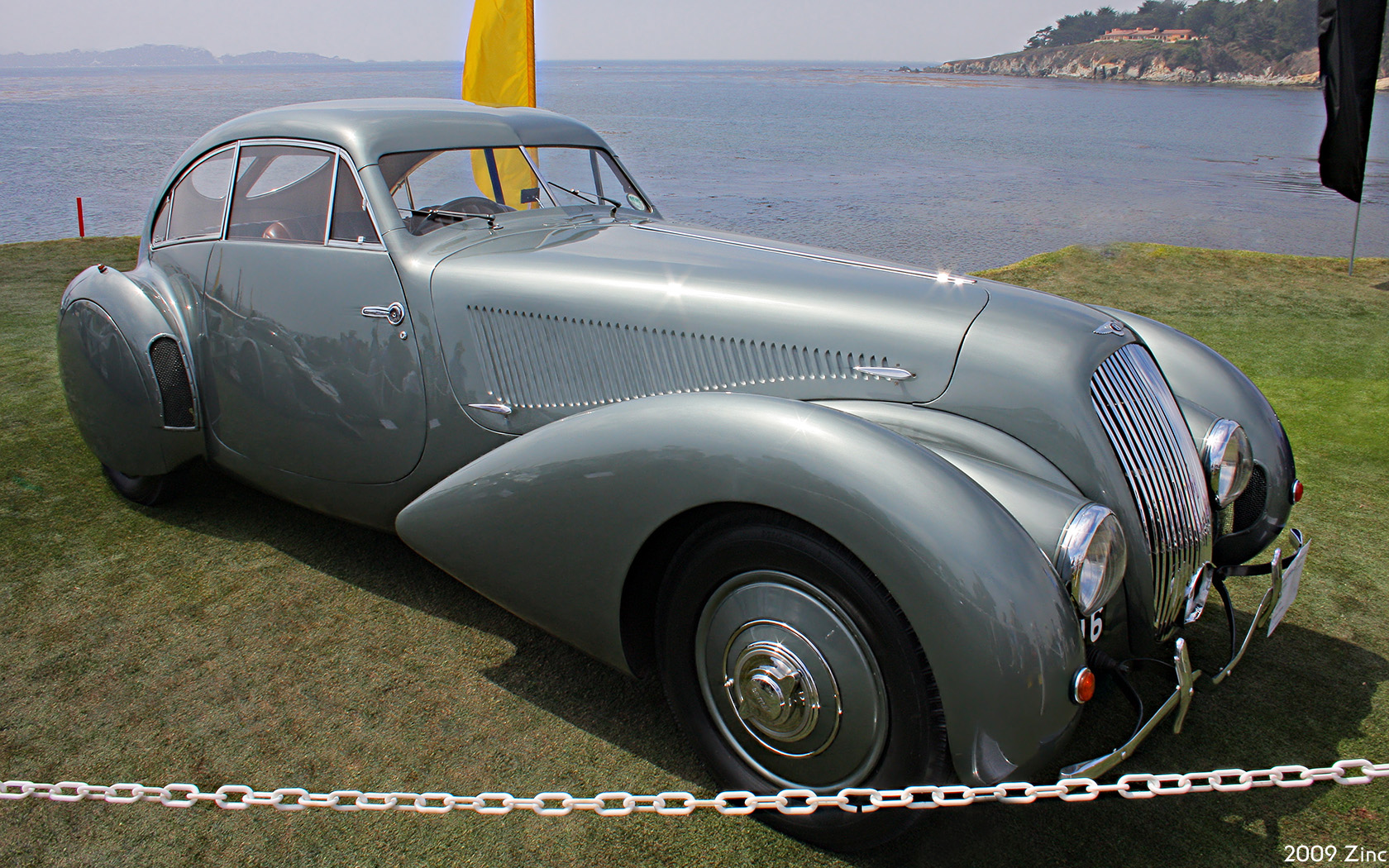
4¼ Litre cupé de techo rígido carrozado por Carrosserie Pourtout de París para André Embiricos (1939)

El Derby Bentley no fue diseñado para ser utilizado como coche de carreras, a diferencia de los modelos anteriores construidos por W.O. Bentley. Aun así, algunas unidades compitieron en carreras internacionales, incluyendo:
- Un 3½-Litre (más adelante 4¼-Litre) pilotado por E.R. Hall en el RAC Tourist Trophy (TT) del Úlster en 1934, 1935 y 1936. Fue el primer coche de competición construido por Rolls-Royce desde que Charles Rolls fabricó y pilotó el coche con el que ganó el Tourist Trophy de 1906, su último diseño de competición.
- Hall también corrió con el 4 Litre en Le Mans 1950, convirtiéndose en el primer piloto capaz de conducir la carrera completa en solitario.
- Un 4¼-Litre con una carrocería aerodinámica diseñada por Pourtout de París para el piloto griego A.M. Embiricos, logró un récord con una velocidad de 185,16 km/h en Brooklands.
- El coche de Embiricos también corrió en Le Mans en 1949, 1950 y 1951, convirtiéndose en el primer vehículo en acabar la prueba en tres años consecutivos.

## Lecturas relacionadas
- Alec Harvey-Bailey - Rolls-Royce - the Derby Bentleys (1984)
- Michael Ellman-Brown - Bentley, the Silent Sports Car 1931-1941 (1989) ISBN 0-901564-33-8
- Johnnie Green - Bentley - 50 years of the Marque (1969) ISBN 0-901564-00-1
- Ray Roberts - Bentley Specials & Special Bentleys (1990) ISBN 0-85429-699-9
- Michael Sedgwick and Mark Gillies - A-Z of Cars of the 1930s (1989) ISBN 1-870979-38-9